# Escuela Nacional de Pintura, Escultura y Grabado
Escuela Nacional de Pintura, Escultura y Grabado "La Esmeralda" (em português, Escola Nacional de Pintura, Escultura e Gravura "La Esmeralda") é uma escola de arte mexicana localizada na Cidade do México, pertencente ao Instituto Nacional de Bellas Artes, cuja origem data da fundação da Escuela libre de Escultura y Talla Directa, criada em 1927.
Em 1943, a escola foi aprovada oficialmente pela Secretaría de Educación Pública (SEP) como Escola de Artes. Foram professores notáveis da Instituição nesse período Diego Rivera, Francisco Zúñiga, Frida Kahlo, Carlos Orozco Romero, Federico Cantú, Luis Ortiz Monasterio, María Izquierdo y Agustín Lazo.
Desde 2007 a Escola ensina, na produção das artes plásticas e visuais, o desenvolvimento de uma linguagem atual para facilitar a integração e a difusão do arte.